# ناصر کنگرلو
ناصر کنگرلو سیاست‌مدار ایرانی بود، که در  دوره بیست و یکم بعنوان نماینده گناباد در مجلس شورای ملی حضور داشت.